# Резня в Калаврите

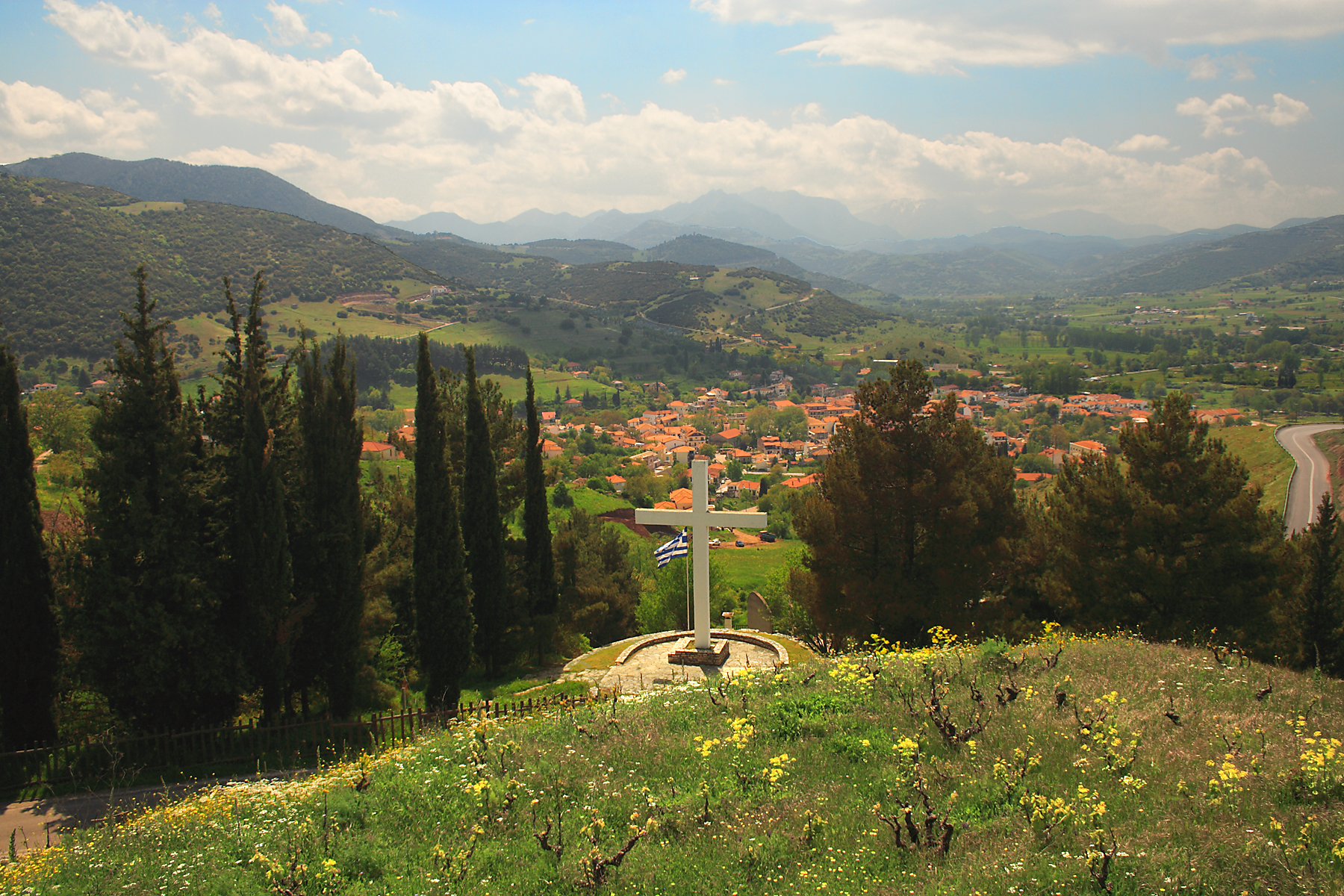
Крест на месте расстрела населения Калаврита

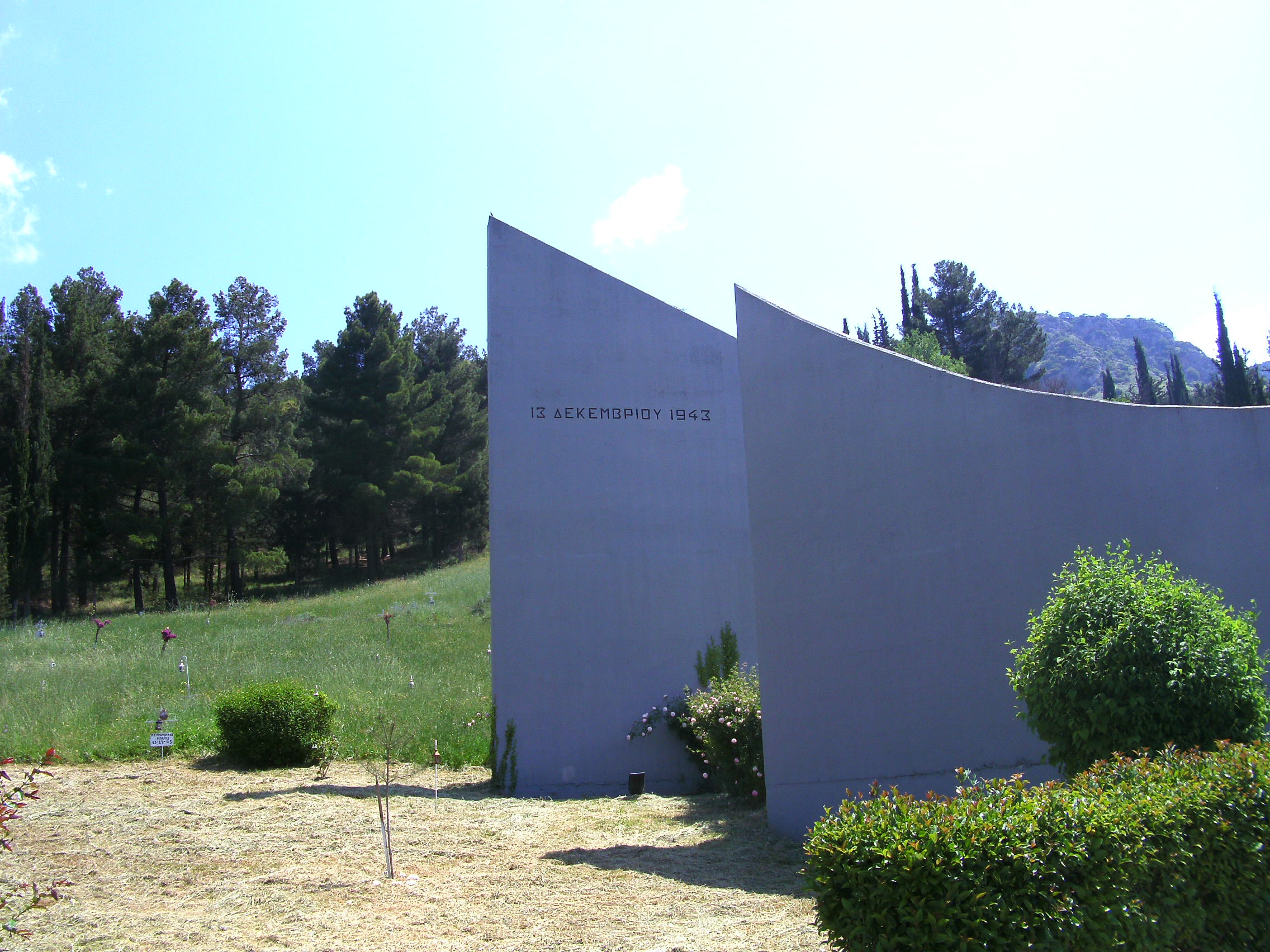
Мемориал

Резня в Калаврите (греч. Ολοκαύτωμα των Καλαβρύτων, Σφαγή των Καλαβρύτων) — расстрел гражданского населения и полное разрушение греческого города Калаврита германскими оккупационными войсками 13 декабря 1943.

## События
Город Калаврита расположен на севере полуострова Пелопоннес. Известен в истории Греции как один из центров восстания 1821 года против турок. В годы Второй мировой войны горы, окружающие город, стали вновь ареной партизанской деятельности, на этот раз партизан ЭЛАС (Народно-освободительной армии Греции).
В ноябре 1943 года германская 117-я егерская дивизия, состоящая в основном из австрийцев и немцев Эльзаса, Румынии и Судет, начала «Операцию Калаврита» с целью окружить партизан вокруг города. Во время операции многие немецкие солдаты были убиты, 77 из них взяты в плен. По утверждению германского командования, все пленные были расстреляны на месте. Германское командование приняло решение отреагировать жестокими и массовыми репрессиями. Репрессии начались с прибрежной зоны и затем, углубляясь в горы по пути в Калаврита, немцы расстреляли 143 человека и сожгли тысячу домов в 50 деревнях.
Войдя в Калавриту, немцы заперли всех женщин и детей до 12 лет в школу и собрали все мужское население старше 12 лет на холме над городом. Здесь же и состоялись массовые расстрелы. По разным обстоятельствам спаслись только 12 человек. Затем немцы подожгли город, но женщинам и детям удалось вырваться из огня и укрыться в горах. В общей сложности в ходе этих репрессий, согласно греческому историку Леонидасу Блаверису, было убито 1436 человек. Немецкий историк Герман Майер, основываясь на документах вермахта, приводит цифру в 677 убитых. На следующий день немцы подожгли монастырь Святой Лавры, ранее уже сожжённый турками в годы Освободительной войны.
Сегодня на месте расстрела построен мемориал, а дата расстрела отмечается каждый год. В апреле 2000 года президент ФРГ Йоханнес Рау посетил Калавриту, чтобы выразить свои чувства, стыд и глубокое сожаление о трагедии. Но он не признал ответственности Германии и даже не коснулся вопроса о репарациях, ссылаясь на то, что у президента ФРГ нет подобных полномочий.